# Света Троица (Бел камен)
Вижте пояснителната страница за други значения на Света Троица.
„Света Троица“ (на гръцки: Ιερός Ναός Αγίας Τριάδος) е бивша възрожденска православна църква в леринското село Бел камен (Дросопиги), Гърция, част от Леринската, Преспанска и Еордейска епархия на Цариградската патриаршия, под управлението на Църквата на Гърция.
Църквата е построена в 1853 година. В архитектурно отношение е куполна базилика. Има хубав резбован иконостас, който заедно със стенописите е изписан от местни зографи, работили на Света гора, откъдето е донесена и храмовата икона на Света Троица. Църквата по време на Гръцката въоръжена пропаганда в Македония е използвана за укриване на оръжие. Църквата е унищожена на 4 април 1944 година заедно с цялото село от германски окупационни части, като оцелява единствено камбанарията. В 1958 година в руините на храма е построена по-малка църква със същото име.